# Tannrodaer Waldland
Das Tannrodaer Waldland, benannt nach dem Ort Tannroda, ist ein ca. 69 km² großer, bewaldeter Naturraum im Süden des Landkreises Weimarer Land in Thüringen.

## Geografie

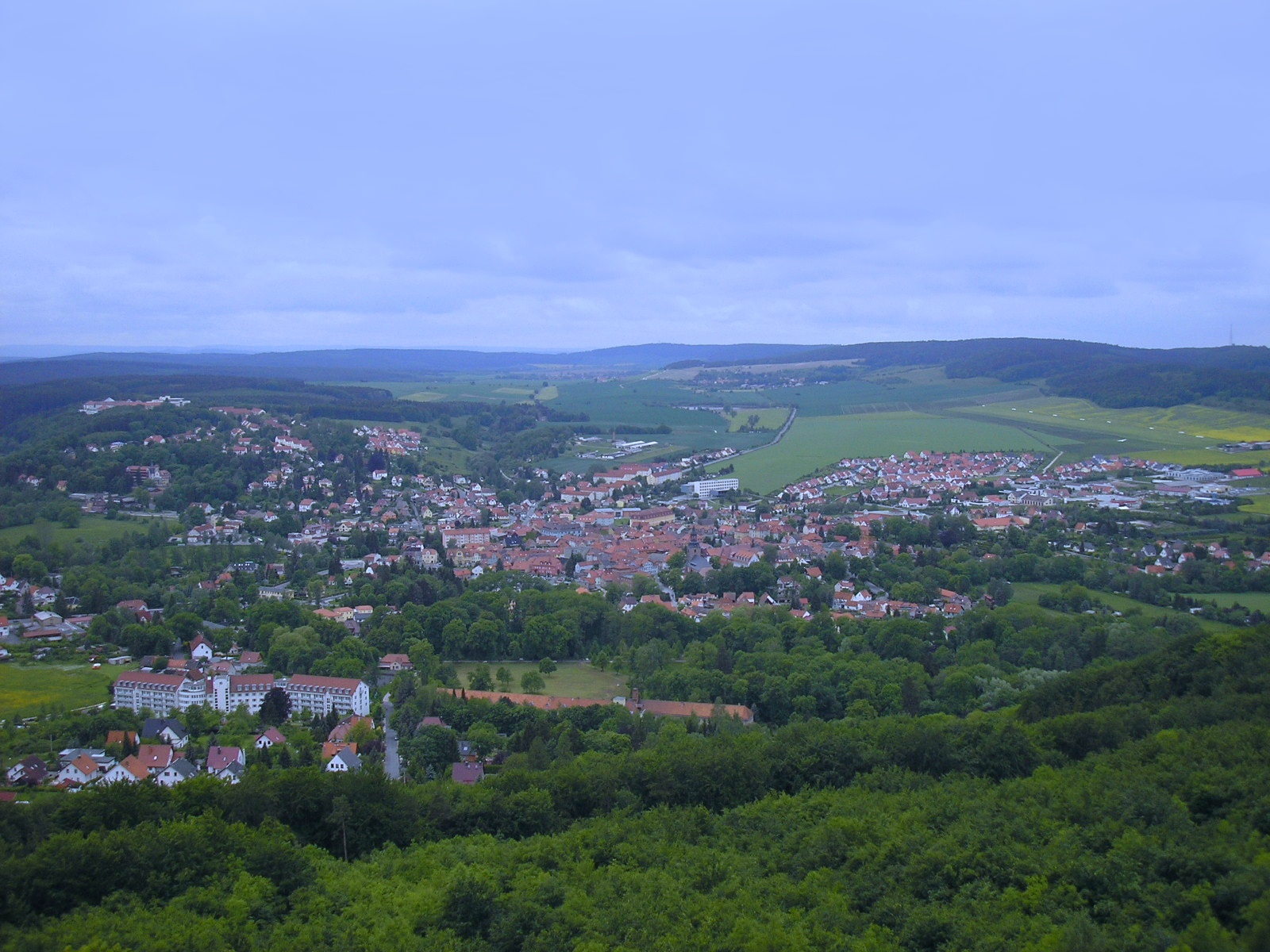
Blick über Bad Berka in Richtung Westen

Das Gebiet liegt zwischen Bad Berka, Hohenfelden, Kranichfeld und Blankenhain und hat die Form eines stark abgeflachten O. Es liegt innerhalb der Landschaft der Ilm-Saale- und Ohrdrufer Platte und ist gegenüber dieser deutlich abgegrenzt. Die Grenze verläuft etwa vom Riechheimer Berg im Westen nach Osten an den Nordrand von Bad Berka, von dort in südöstlicher Richtung südlich des Kaitschberges bis etwa Keßlar und biegt von dort nach Westen ab in Richtung Blankenhain und Kranichfeld und zurück zum Riechheimer Berg.

## Naturräumliche Zuordnung
Naturräumlich wird das Tannrodaer Waldland wie folgt Großregionen zweiter und gleichzeitig dritter (zweistellig) sowie vierter (dreistellig) Ordnung („Haupteinheit“) zugeordnet:
- zu 47/48 Thüringer Becken (mit Randplatten)
  - zu 474 Ilm-Saale- und Ohrdrufer Platte
    - zu 47401[2][3] Tannrodaer Waldland

Die neuere, innerthüringischen Gliederung Die Naturräume Thüringens der Thüringer Landesanstalt für Umwelt und Geologie (TLUG) ordnet demgegenüber nicht nach Haupteinheiten, sondern etwas strenger nach dem anstehenden Gestein. Hier wird das Waldland unter 2.4 den Buntsandstein-Hügelländern (2) zugerechnet.

## Geologie

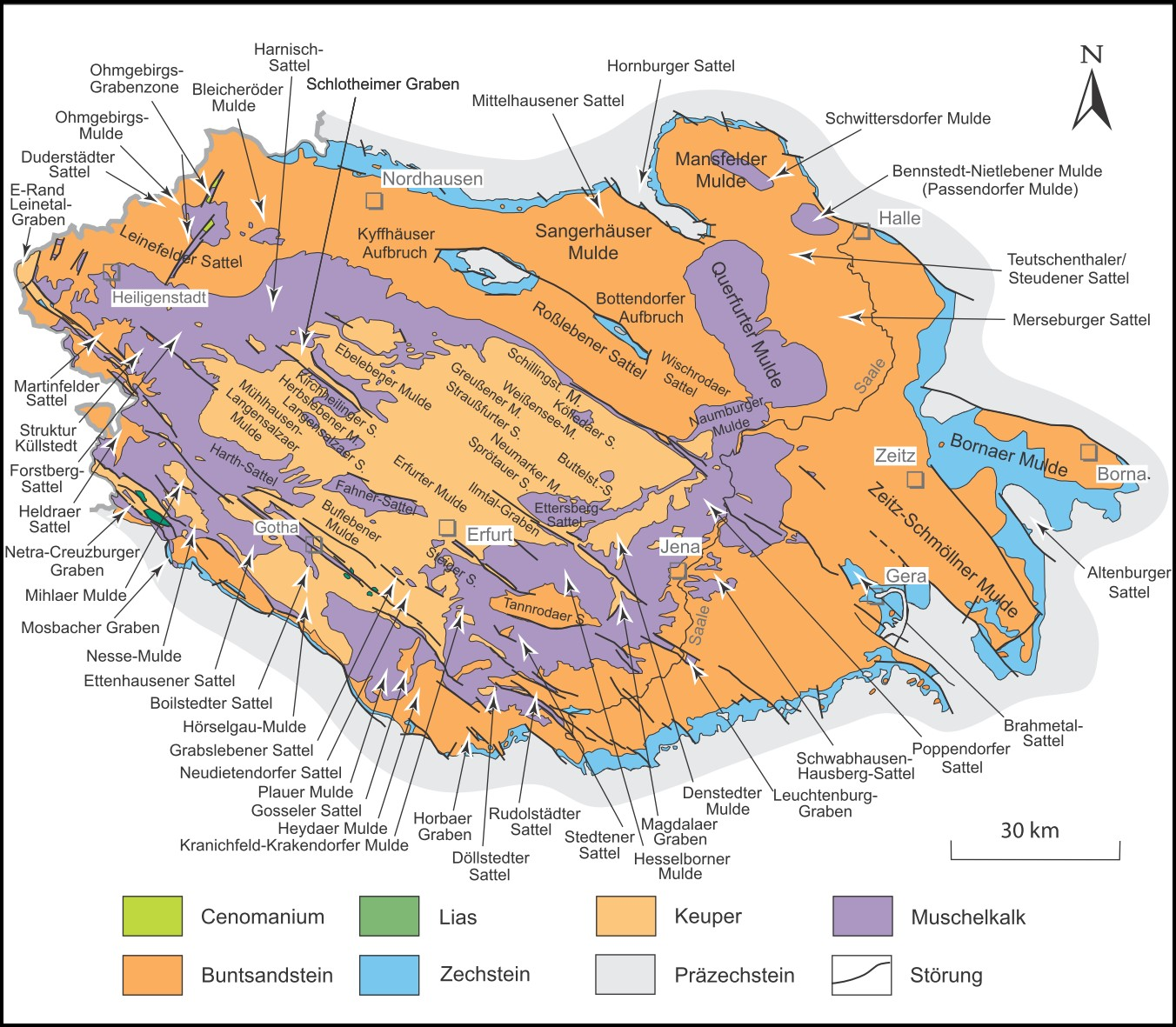
Geologische Struktur des Thüringer Beckens mit den Triasgesteinen Keuper (im Inneren), Muschelkalk (Randplatten) und Buntsandstein (äußere Umrahmung); das Tannrodaer Waldland ist gut durch den inselartigen Buntsandstein innerhalb des Muschelkalkgebietes im Südosten zu erkennen.

Das Gebiet bildet eine Buntsandstein-Einsenkung in der Ilm-Saale-Platte, die am Außenrand in einer deutlichen Schichtstufe ansteigt und an Bergen wie Riechheimer Berg und Kaitsch Höhen um 500 Meter erreicht. Der Untergrund besteht aus Mittlerem Buntsandstein. Das Gebiet ist unterschiedlich reliefiert und reich gegliedert.

## Flora
Die Wälder bestehen überwiegen aus Fichten und Kiefern. Im Ilmtal gibt es Korbweidenkulturen. Etwa 4,37 % des Gebietes sind als FHH-Schutzräume ausgewiesen, weitere 4,37 % als Vogelschutzgebiete und 0,24 % als Naturschutzgebiete.